# Championnat de France de football 1895
Navigation
Championnat 1894 Championnat 1896
Le championnat de France de football 1895 est la 2e édition du championnat de France organisé par l'Union des sociétés françaises de sports athlétiques (USFSA).
Les frais d'inscription à la compétition s'élèvent à cinq francs français[réf. nécessaire].

## Préparation de l'événement

### Participants
| Club                       | Ville              | Participation |
| -------------------------- | ------------------ | ------------- |
| Standard Athletic Club     | Paris              | 2e            |
| White Rovers               | Paris              | 2e            |
| Stade de Neuilly           | Neuilly-sur-Seine  | 2e            |
| Club français              | Paris              | 2e            |
| Cercle pédestre d'Asnières | Asnières-sur-Seine | 2e            |
| Paris Star                 | Paris              | 1er           |
| Football Club de Levallois | Levallois-Perret   | 1er           |
| United Sports Club         | Paris              | 1er           |

## Compétition

### Tableau
|  | Quarts de finale       | Quarts de finale |                    |    | Demi-finales | Demi-finales |  |  | Finale       | Finale       |
|  | Quarts de finale       | Quarts de finale |                    |    | Demi-finales | Demi-finales |  |  | Finale       | Finale       |
|  |                        |                  |                    |    |              |              |  |  |              |              |
|  | 3 mars 1895            | 3 mars 1895      |                    |    | 17 mars 1895 | 17 mars 1895 |  |  | 24 mars 1895 | 24 mars 1895 |
|  | 3 mars 1895            | 3 mars 1895      |                    |    | 17 mars 1895 | 17 mars 1895 |  |  | 24 mars 1895 | 24 mars 1895 |
|  | White Rovers           | 8                |                    |    | 17 mars 1895 | 17 mars 1895 |  |  | 24 mars 1895 | 24 mars 1895 |
|  | White Rovers           | 8                |                    |    | 17 mars 1895 | 17 mars 1895 |  |  | 24 mars 1895 | 24 mars 1895 |
|  | Paris Star             | 1                |                    |    | 17 mars 1895 | 17 mars 1895 |  |  | 24 mars 1895 | 24 mars 1895 |
|  | Paris Star             | 1                | White Rovers a. p. | 2  |              |              |  |  | 24 mars 1895 | 24 mars 1895 |
|  | 3 mars 1895            |                  | White Rovers a. p. | 2  |              |              |  |  | 24 mars 1895 | 24 mars 1895 |
|  |                        | Club français    | 1                  |    |              |              |  |  | 24 mars 1895 | 24 mars 1895 |
|  | Club français          | Club français    | 1                  | 11 |              |              |  |  | 24 mars 1895 | 24 mars 1895 |
|  | Club français          |                  |                    | 11 |              |              |  |  | 24 mars 1895 | 24 mars 1895 |
|  | FC Levallois           | 0                |                    |    |              |              |  |  | 24 mars 1895 | 24 mars 1895 |
|  | FC Levallois           | 0                | White Rovers       | 1  |              |              |  |  |              |              |
|  | 10 mars 1895           |                  | White Rovers       | 1  |              |              |  |  |              |              |
|  |                        | Standard AC      | 3                  |    |              |              |  |  |              |              |
|  | Standard AC            | Standard AC      | 3                  | 13 |              |              |  |  |              |              |
|  | Standard AC            | 17 mars 1895     |                    | 13 |              |              |  |  |              |              |
|  | United SC              | 0                |                    |    |              |              |  |  |              |              |
|  | United SC              | 0                | Standard AC        | 18 |              |              |  |  |              |              |
|  | 10 mars 1895           |                  | Standard AC        | 18 |              |              |  |  |              |              |
|  |                        | Stade de Neuilly | 0                  |    |              |              |  |  |              |              |
|  | Stade de Neuilly a. p. | Stade de Neuilly | 0                  | 2  |              |              |  |  |              |              |
|  | Stade de Neuilly a. p. |                  |                    | 2  |              |              |  |  |              |              |
|  | CP Asnières            | 1                |                    |    |              |              |  |  |              |              |
|  | CP Asnières            | 1                |                    |    |              |              |  |  |              |              |

### Quarts de finale
Le match entre le Stade de Neuilly et le Cercle pédestre d'Asnières est arrêté en prolongation par l'arbitre N. Tunmer – membre du Standard AC – après le dernier but en raison de l'obscurité. Le club d'Asnières s'est plaint auprès de la commission de l'USFSA, mais le résultat est entériné.
| Quart de finale | Club français | 11 – 0 | FC Levallois |  |
| 3 mars 1895     |               |        |              |  |

| Quart de finale | White Rovers | 8 – 1 | Paris Star |  |
| 3 mars 1895     |              |       |            |  |

| Quart de finale | Stade de Neuilly | 2 – 1 a. p. | CP Asnières |                       |                       |
| 10 mars 1895    |                  |             |             | Arbitrage : N. Tunmer | Arbitrage : N. Tunmer |

| Quart de finale | Standard AC | 13 – 0 | United SC |  |
| 10 mars 1895    |             |        |           |  |

### Demi-finales
Six joueurs du Stade de Neuilly ont couru un cross-country dans la matinée précédant leur demi-finale. Les White Rovers disposent du Club français après une prolongation de deux fois dix minutes.
| Demi-finale  | Standard AC | 18 – 0 | Stade de Neuilly |  |
| 17 mars 1895 |             |        |                  |  |

| Demi-finale  | White Rovers | 2 – 1 a. p. | Club français |  |
| 17 mars 1895 |              |             |               |  |

### Finale
| 24 mars 1895 | Standard AC | 3 – 1 | White Rovers |  |  |
| |             |       |              |  |  |
| Henri Wynn – W.D. Attrill, Edouard Wynn – G. Norris, Ash, N. Tunmer – G. Etherington, O. Hicks, Niegely, A. Tunmer, F. Roques | Équipes     |       |              |  |  |

Six joueurs champions en 1894 sont également champions en 1895.

## Sources
- (en) Frédéric Pauron, « France 1892-1919 : 1894/95 », sur rsssf.com, 24 avril 2004 (consulté le 16 octobre 2009)
- Géo Duhamel, Le football français : ses débuts, Paris, éditions F.L., 1931, p.52-67 (éd. 1959)